# Зірковик склепінчастий
Зірковик склепінчастий (Geastrum fornicatum) — вид грибів з роду зірковик (Geastrum) родини зірковичні (Geastraceae). Інші назви «арочна земляна зірка», акробатична земляна зірка.

## Будова
Заввишки становить 4—8 см. Своєю формою цей гриб нагадує людську фігуру. Також схожий на куполоподібну земляну зірку. Звідси інші назви цього гриба. Незріле полодове тіло становить 1,5—2 см у діаметрі. В процесі розвитку Шапинка розпадається на 4-5 частин, своєрідних «променів». У зрілому стані об'єм становить близько 6 см. Спори у нього розміром 5—6 мікрометрів, формою кулясті, товстостінні.
Забарвлення темно-коричневе.

## Поширення та середовище існування
Зустрічається поодинці або невеличкими групами у листяних лісах, а також частий під кущами. Поширений в Північній Америці (переважно в Мексиці і на південному заході США) і Європі.

## Практичне використання
Є неїстівним грибом.

## Якості
Виявлено, що екстракт метанолу цього гриба пригнічує ріст бактерій, що є патогенними для людини, насамперед сінну, синьогнійну та кишкову палички, паличку Фрідлендера.